# Municipio de Villa Juárez
El municipio de Villa Juárez es uno de los 59 municipios del estado mexicano de San Luis Potosí. Su cabecera es la localidad de Villa Juárez.

## Geografía
El municipio de Villa Juárez colinda al norte con el municipio de Cerritos, al este con el municipio de Ciudad del Maíz, al sur con el municipio de Rioverde y al oeste con el municipio de San Nicolás Tolentino.

## Localidades
| Localidad     | Población |
| ------------- | --------- |
| Villa Juárez  | 3 369     |
| Granjenal     | 1 415     |
| Palo Seco     | 1 184     |
| Santo Domingo | 934       |